# Dziewczynka z zapałkami (film 2013)
Dziewczynka z zapałkami (niem. Das Mädchen mit den Schwefelhölzern) – niemiecki film familijny z 2013 roku, należący do cyklu filmów telewizyjnych Najpiękniejsze baśnie braci Grimm. Film nie jest jednak adaptacją żadnego utworu braci Grimm, lecz baśni Hansa Christiana Andersena pt. Dziewczynka z zapałkami.

## Fabuła
Po śmierci rodziców Inga trafia do sierocińca. W sierocińcu panuje zła atmosfera, głównie przez złą dyrektorkę, panią Landfried, która zmusza dzieci do ciężkiej pracy. Podczas świąt Bożego Narodzenia dyrektora wysyła dzieci do pobliskiego miasteczka i każe im sprzedawać zapałki. Niestety zarówno Indze, jak i jej najlepszemu przyjacielowi niewiele udaje się zarobić. Emil postanawia zabrać zarobione pieniądze i wrócić do sierocińca. Inga chce sprzedać pozostałe zapałki i mimo coraz większego mrozu zostaje w miasteczku. Wkrótce Inga spotyka nieznajomego mężczyznę, który przed laty znał jej rodziców. W jego towarzystwie udaje się do swojego dawnego domu. Aby się ogrzać, Inga zapala zapałkę. 

## Obsada[1]
- Lea Müller jako Inga
- Maximilian Ehrenreich jako Emil
- Nina Kunzendorf jako pani Landfried
- Jörg Hartmann jako nieznajomy
- Oliver Korittke jako żandarm
- Ferdinand Lehmann jako Franz
- Theo Trebs jako Emil (starszy)
- Kerstin Kramer jako mama Ingi
- Ben Zimmermann jako tata Ingi